# وينفريد فريدمان
وينفريد فريدمان (بالإنجليزية: Winifred Freedman)‏ هي ممثلة أمريكية، ولدت في 23 يوليو 1957 في غرانيت سيتي في الولايات المتحدة.

## وصلات خارجية
- وينفريد فريدمان على موقع IMDb (الإنجليزية)
- وينفريد فريدمان على موقع قاعدة بيانات الفيلم (الإنجليزية)